# Wallons de New York
 (novembre 2011).
Si vous disposez d'ouvrages ou d'articles de référence ou si vous connaissez des sites web de qualité traitant du thème abordé ici, merci de compléter l'article en donnant les références utiles à sa vérifiabilité et en les liant à la section « Notes et références ».
Des réfugiés protestants wallons se sont installés dans le nouveau monde en Nouvelle-Néerlande (Nieuw-Nederland en néerlandais ou de Nova Belgica ou Novum Belgium en latin) ou Nouveau Païs-Bas, et ont contribué à la fondation de La Nouvelle-Amsterdam qui allait devenir plus tard la ville de New York. L'arrivée des premiers colons à Manhattan débuta au mois de mai 1623 (ou 1624 selon les sources), avec le débarquement du Nieuw Nederlandt, navire transportant trente familles protestantes, principalement des familles wallonnes.
Il faut préciser que le terme « wallon » englobait à l'époque aussi bien des personnes originaires de l'actuelle Wallonie que des habitants de ce qui constitue aujourd'hui la région Nord-Pas-de-Calais. Ces deux territoires faisaient à l'époque partie des Pays-Bas espagnols.

## Jessé de Forest
Dans une pétition adressée le 5 février 1621 à Sir Dudley Carleton, ambassadeur anglais à La Haye, des familles de réfugiés wallons sollicitent le droit de s’établir en Virginie, mais n’acceptent finalement pas d’être dispersées sur place comme leur demandait la Compagnie de Virginie, installée sur place depuis 1608. Ils acceptent plutôt la proposition de Jan de Moor, alors maire de Flessingue et membre du conseil d’État hollandais. Le 27 août 1622, l'autorisation officielle d'émigrer avec les familles candidates aux Indes occidentales est donnée, par les États de Hollande, consulté le jour même de la demande, récompensant des années d'effort de Jessé de Forest et son ami Willem Usselinx.

## Les pionniers

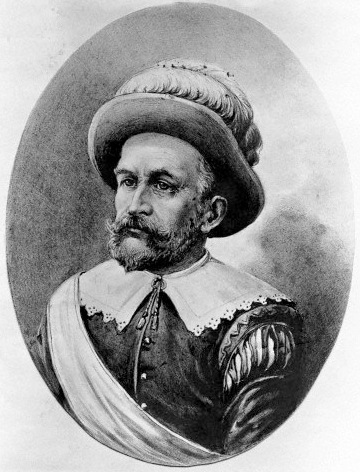
Le Wallon Pierre Minuit est considéré comme le fondateur de la ville de New York.

L'arrivée de quelques colons à Manhattan débuta au mois de mai 1623 (ou 1624 selon les sources), avec le débarquement du Nieuw Nederlandt, navire de 260 tonnes, transportant trente familles protestantes, parmi lesquelles principalement des familles wallonnes. Leur groupe se composait de 110 hommes, femmes et enfants qui acceptèrent de s'établir dans la colonie nouvellement fondée pour une durée de six ans. Ces colons emportèrent avec eux du bétail, des graines et des outils agricoles.
Les passagers ne restèrent pas ensemble, et se dispersèrent en divers endroits : dix-huit colons s'installèrent sur Manhattan et devinrent les premiers habitants européens de l'île, huit d’entre eux débarquèrent sur l’actuelle Governors Island qui s'appelait à l’époque l’« Île aux Noix » Noten Eyland), huit couples et quelques employés débarquèrent sur l'île Haute (Hoogh Eyland, maintenant Burlington Island) sur le fleuve Sud (Zuidrivier, maintenant le fleuve Delaware) pour bâtir le Fort Wilhelmus. En parallèle, deux familles et six hommes remontèrent le fleuve Frais (Versche rivier, maintenant le Connecticut probablement à l'embouchure, Kievets Hoek). Enfin, environ dix-huit familles remontèrent le fleuve Hudson à bord du Nieuw Nederlandt. Elles débarquèrent à l’emplacement actuel de la capitale de l’État de New York, Albany où elles fondèrent Fort Orange. Les conditions de vie de ces premiers colons étaient particulièrement difficiles, surtout durant les deux premières années, avant que d'autres colons ne soient envoyés.

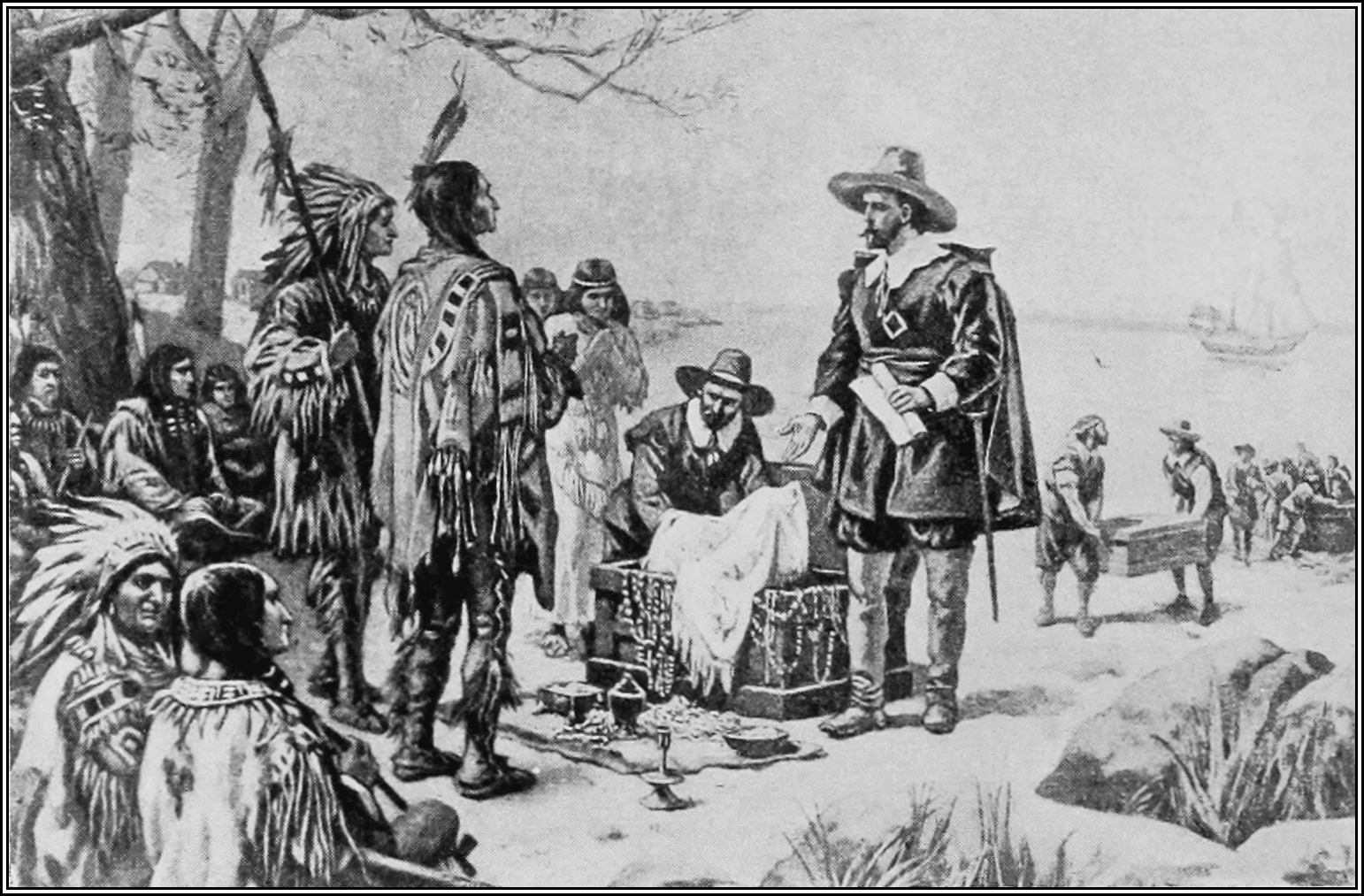
Gravure de 1909 représentant l'achat de l'île de Manhattan.

En 1626, le gouverneur wallon de Nouvelle-Néerlande, Pierre Minuit, négocie l'achat de l'île de Manhattan aux Amérindiens Manhattes, pour 60 florins de verroterie et colifichets,. Même si cet acte est devenu légendaire (New York fut achetée aux Indiens pour 24 dollars), on sait maintenant que les Manhattes ne connaissaient pas de concept de propriété foncière permanente (ils étaient nomades), ce qui diminue la portée du geste. À la suite de cet achat, les colons sont rassemblés à Manhattan. Vers 1630, la population totale de Nouvelle-Néerlande était de 300 personnes, dont une grande majorité de Wallons. La première église de la colonie fut une église wallonne, qui deviendra l'église française du Saint-Esprit.
De 1624 à 1645, les wallons jouent un rôle important dans la politique menée par la Compagnie néerlandaise des Indes occidentales et sont les premiers promoteurs d’une véritable démocratie. De 1655 à 1674, ils sont relayés par d’autres réfugiés wallons qui avaient trouvé refuge tour à tour dans le Calaisis puis le Palatinat. Encouragés par Pieter Stuyvesant et son épouse wallonne Judith Bayart, ils contribuent à renforcer la présence néerlandaise autour de Nieue Amsterdam et Fort Orange en fondant les villages de Nieue Harlem, Flat Busch, Hackensack, Wiltwyck, Nieue Dorp, puis New Paltz.
Durant la deuxième guerre Anglo-néerlandaise, qui oppose l’Angleterre aux Provinces-Unies, la Nouvelle-Néerlande est conquise par les Anglais. Le directeur général Pieter Stuyvesant livre la Nouvelle Amsterdam le 8 septembre 1664. La colonie est rebaptisée New York, en l’honneur du duc d’York, frère du roi Charles II.

## Walloon Church (New Paltz)

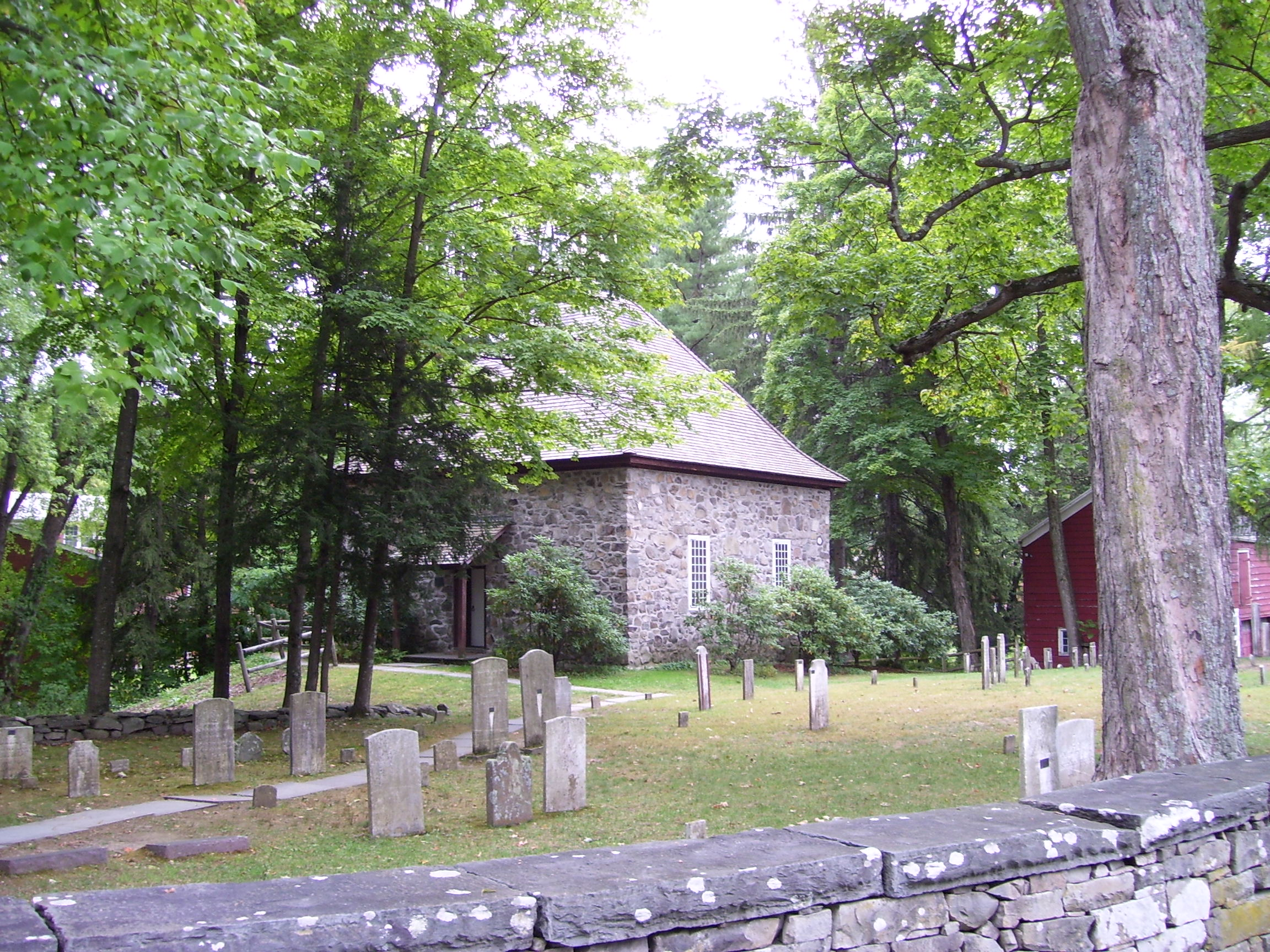
1717 Walloon Church de New Paltz.

Les fondateurs de la ville de New Paltz, située dans l'État de New York, aux États-Unis, étaient des colons wallons et huguenots vivant au sein de la colonie de Nouvelle-Néerlande. Ils s'établirent à cet endroit avec la volonté de créer une enclave francophone.
La colonie fut appelée « Nouveau Palatinat ». Une première église fut édifiée en rondin en 1683. Un second édifice en pierre fut construit en 1717 et resta en usage jusqu'en 1773. Les services religieux y furent donnés en français jusqu'en 1753. En 1972, l'église en pierre a été reconstituée à l'identique par la Crispel Family Association. Elle est intégrée au Huguenot Street Historic District de New Paltz, sous le nom de Walloon Church.

## Personnalités
- Pierre Minuit (1580-1638), gouverneur de la colonie de Nouvelle-Néerlande, fondateur de New York
- Jessé de Forest (1576-1624), le premier explorateur à avoir cartographié les côtes du Suriname
- Sarah Rapallier (1624-1685), premier enfant européen né en Nouvelle-Néerlande
- Georges Rapallier (1604-1662/63), membre du conseil des douze hommes, première forme de représentation démocratique dans la colonie
- Philippe de La Noye (1602-1681), ancêtre du général Ulysses S. Grant et du Président Franklin Delano Roosevelt
- Peter Delanoy (1650-1689), premier maire élu de New York
- Isaac de Rasières (1595-1654), secrétaire de la colonie de Nouvelle-Néerlande
- Judith Bayard (en) (1608-1687), épouse du directeur général Pieter Stuyvesant
- Esther Mahieu (1582–1666), épouse de Francis Cooke et ancêtre du Président George H. W. Bush
- Louis Dubois (1622-1696), Fondateur de New Paltz
- Jacques Cortelyou (en) (1625-1693), surveillant général de la colonie, auteur du premier plan de la ville de New York
- Pierre Billiou (1632-1708), colonisateur de Staten Island
- Philippe Du Trieux (1586-1652), ancêtre de la famille Truax, propriétaire d'une ferme le long de l'East River
- Samuel Godin (en) (1561/66–1633), directeur de la Compagnie des Indes occidentales qui a donné son nom à la Baie du Delaware

## L’héritage et la reconnaissance

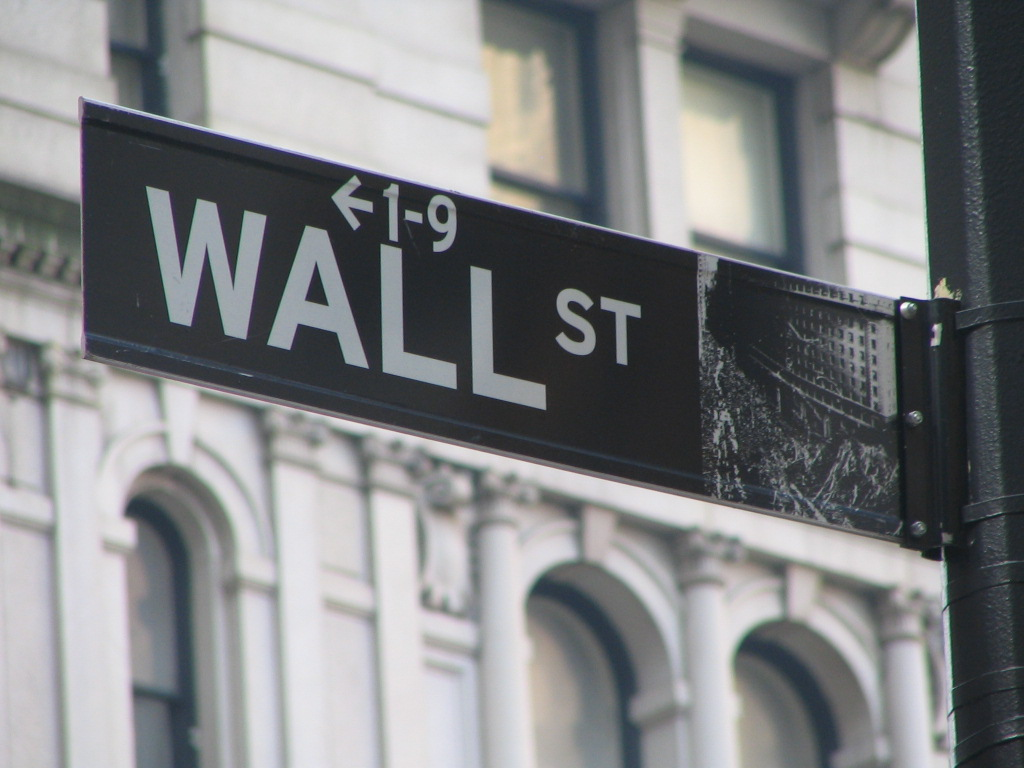
Le nom « Wall Street » fait référence au groupe de colons wallons qui participèrent à la fondation de la Nouvelle Amsterdam.

La présence des Wallons subsiste dans la toponymie de la ville de New York. Bien que le nom Wall Street (signifiant « rue du mur » en anglais) tienne de l’existence d’un seul et même mur, à la place de la rue actuelle, les plans de la Nouvelle Amsterdam montrent deux noms différents pour cette rue. « De Waal Straat » (nom néerlandais) ne se rapporte pas à un mur, mais à un important groupe de colons wallons qui participèrent à la création de la Nouvelle Amsterdam, puisque étymologiquement, en néerlandais, un Wallon se dit « Waal ».
La baie de Wallabout, située au nord de Brooklyn, tire son nom d'une déformation du néerlandais Waal bocht qui veut dire baie wallonne, nom choisi à cause de l'implantation de plusieurs familles wallonnes. Une place située à proximité de Battery Park, sur la pointe sud de Manhattan porte le nom de Pierre Minuit.
En mai 1924, le gouverneur de l'État de New York, Alfred E. Smith, invita ses concitoyens à commémorer avec faste le tricentenaire de l'arrivée de la première vague d'immigrants wallons sur l'île de Manhattan trois siècles auparavant. De plus, le sénateur William L. Love (en), après avoir pris connaissance des documents anglais et hollandais d'époque, attestant l'événement, obtint la même année la constitution d'une commission chargée d'organiser la commémoration « d'un événement d'une grande signification pour le peuple entier des États-Unis ». Ce fut chose faite dans toutes les écoles, les églises et les municipalités de la ville. Le 20 mai 1924, à l'occasion de ce tricentenaire de la fondation de New York, un monument commémoratif érigé en l'honneur des colons wallons, sur le site de Battery Park, à la pointe sud de Manhattan, est inauguré en présence du roi des belges Albert Ier, du baron de Cartier de Marchienne, représentant le gouvernement belge et du maire de la ville John Francis Hylan, représentant la ville de New York. Une pièce de monnaie en argent de 50 cents, ainsi que des timbres-poste de 1, 2 et 5 cents sont émis pour commémorer l’arrivée des colons wallons.
Le rôle des Wallons dans la fondation de New York sera souligné par le président des États-Unis, Théodore Roosevelt, lui-même d'ascendance wallonne : « On peut dire que la cité de New York fut fondée quand quelques familles de protestants wallons furent envoyées sur les bords de l’Hudson dans le bateau Nieuw Nederland en 1624. »
Philippe de Lannoy, dont le nom s'est anglicisé avec le temps, est l'ancêtre de la célèbre famille patricienne new-yorkaise « Delano », qui compte notamment trois présidents des États-Unis, dont Franklin Delano Roosevelt.

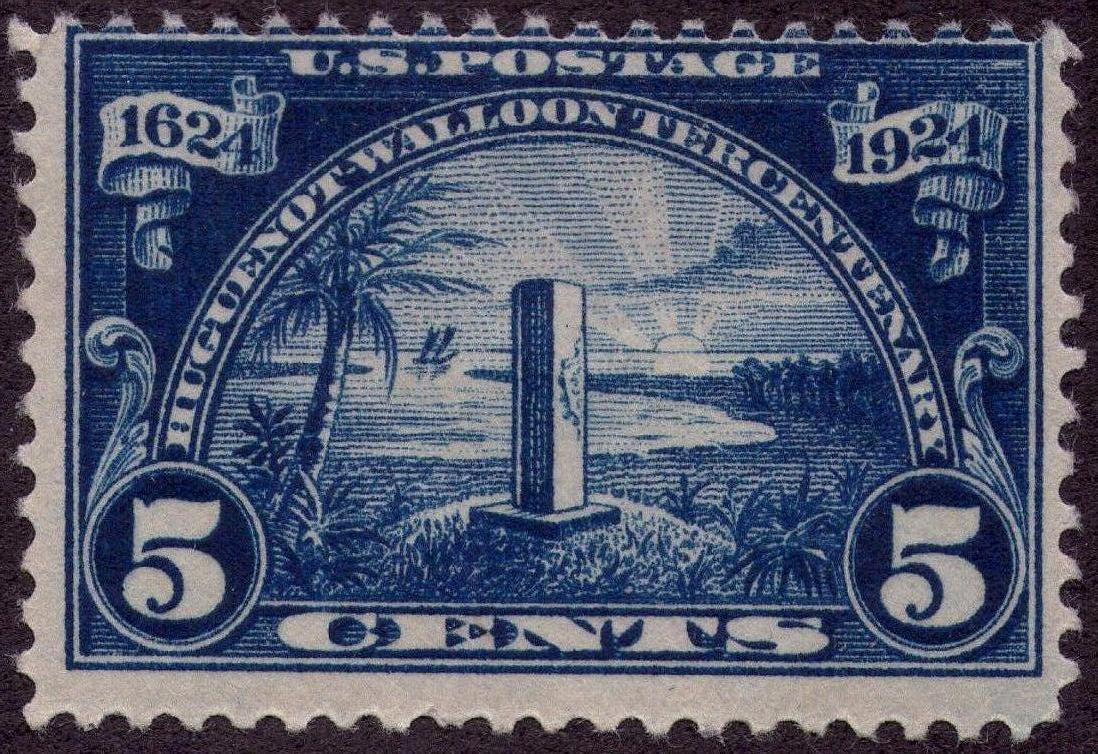
Timbre de 5 cents.
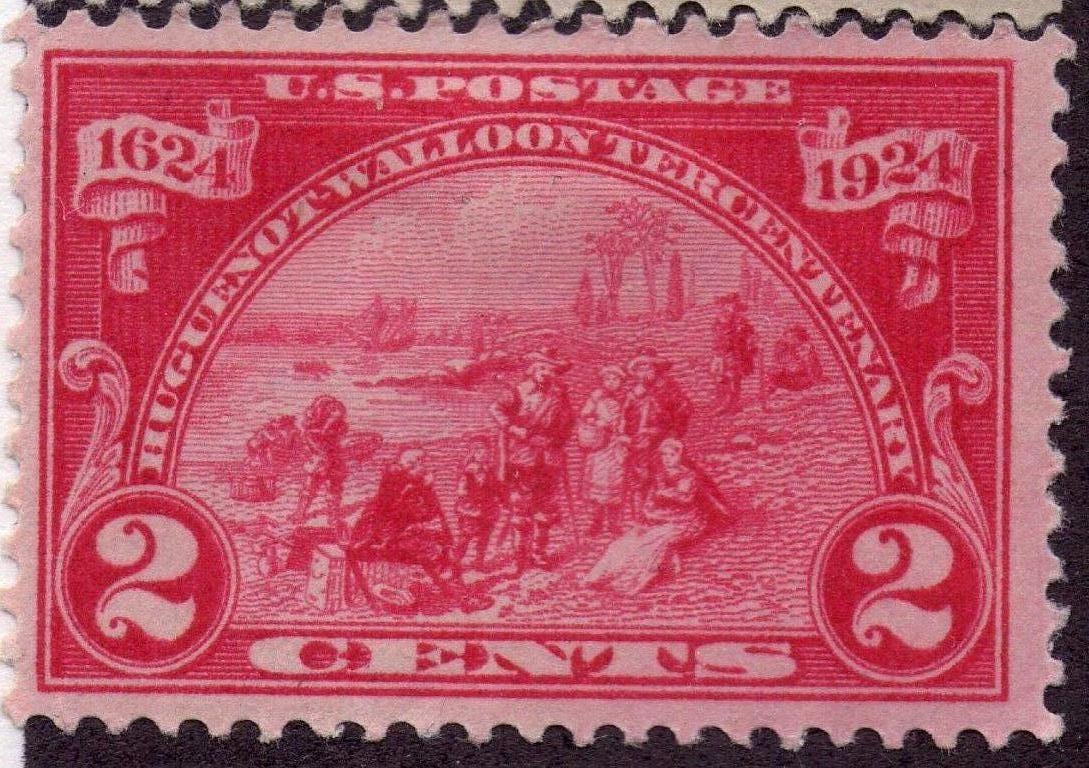
Timbre de 2 cents.
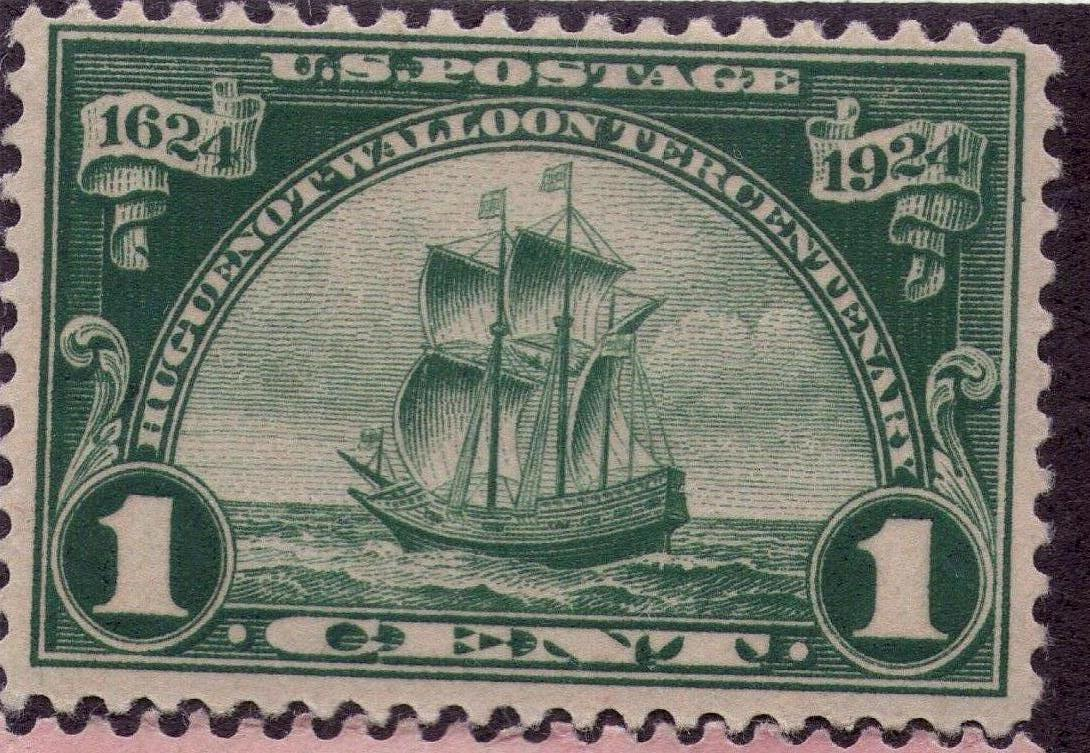
Timbre de 1 cent.